# Benedek Endre (bányamérnök)
Benedek Endre (Egercsehi – Szűcs-bányatelep, 1912.  május 13. – Esztergom, 1987. december 3.) bányamérnök, barlangkutató.
A soproni Bányamérnöki Főiskola elvégzése után különböző bányaüzemeknél dolgozott. 1951-ben a Tatabányai Szénbányászati Tröszt főmérnöke lett. Az Esztergom-kertvárosi Hell József Károly Bányagépészeti Technikumban 1957-58-ban bányaművelést tanított.

## Barlangkutató tevékenysége
Dorogon megismerkedett a terület különleges természeti értékeivel, s a fiatalokat összefogva megalakította a Kadić Ottokár Barlangkutató Csoportot. Egész életét a Sátorkőpusztai-barlang és a környező barlangok feltárására, megóvására és népszerűsítésére áldozta. Részt vett a Magyar Karszt- és Barlangkutató Társulat 1958. évi megalakulásában, melynek kezdetben, majd 1981-től 1986-ig választmányi tagja, 1963-tól 1981-ig a Fegyelmi Bizottság elnöke volt. Munkásságáért a Társulat Herman Ottó-éremmel tüntette ki 1974-ben.

## Kitüntetései
- Magyar Népköztársaság Érdemérem arany fokozat (1952)
- Munka Érdemrend ezüst fokozat (1954)
- Bányászati Szolgálati Érdemérem (1956)
- Bányászat Kiváló Dolgozója (1960)
- Herman Ottó-érem (1974)

## Emlékezete
- Nevét őrzi az 1958-ban megalakult Kadić Ottokár Barlangkutató Csoport jogutódja, az 1992-ben létrejött Benedek Endre Barlangkutató és Természetvédelmi Egyesület (BEBTE).
- A Sátorkőpusztai-barlangban a legnagyobb terem őrzi nevét (Benedek Endre-terem), ahol emléktáblát is avattak tiszteletére 1992-ben.
- 2012-ben újabb emléktáblája került felavatásra Dorogon, a Művelődési Ház homlokzatán.

## További irodalom
- Bányászati és Kohászati Lapok – Bányászat, 1984. 12. sz.